# Frolic through the Park
Frolic through the Park – drugi album studyjny trashmetalowego zespołu Death Angel wydany w lipcu 1988 roku przez wytwórnię Enigma Records. 

## Lista utworów
1. „3rd Floor” (Cavestany / Osegueda) – 4:55
2. „Road Mutants” (Cavestany / D. Pepa) – 3:43
3. „Why You Do This” (Cavestany / Osegueda) – 5:29
4. „Bored” (Cavestany) – 3:28
5. „Devil's Metal” (Cavestany) – 5:34
6. „Confused” (Cavestany / Gus Pepa) – 7:23
7. „Guilty of Innocence” (Cavestany) – 4:24
8. „Open Up” (Cavestany) – 5:41
9. „Shores of Sin” (Cavestany / D. Pepa) – 6:25
10. „Cold Gin (cover KISS)” (Ace Frehley) – 4:19
11. „Mind Rape” (Cavestany / Galeon) – 5:20

## Twórcy
| Death Angel - Mark Osegueda – wokal - Rob Cavestany – gitara, śpiew (6) - Denis Pepa – gitara basowa, śpiew (6) - Gus Pepa – gitara - Andy Galeon – perkusja | Personel - Davy Vain – produkcja, miksowanie - Michael Rosen – inżynieria dźwięku, miksowanie - Sam Haffner – projekt okładki - Mark Leialoha – zdjęcia |